# Boea hemsleyana
Boea hemsleyana là một loài thực vật có hoa trong họ Tai voi. Loài này được B.L.Burtt mô tả khoa học đầu tiên năm 1958.

## Hình ảnh

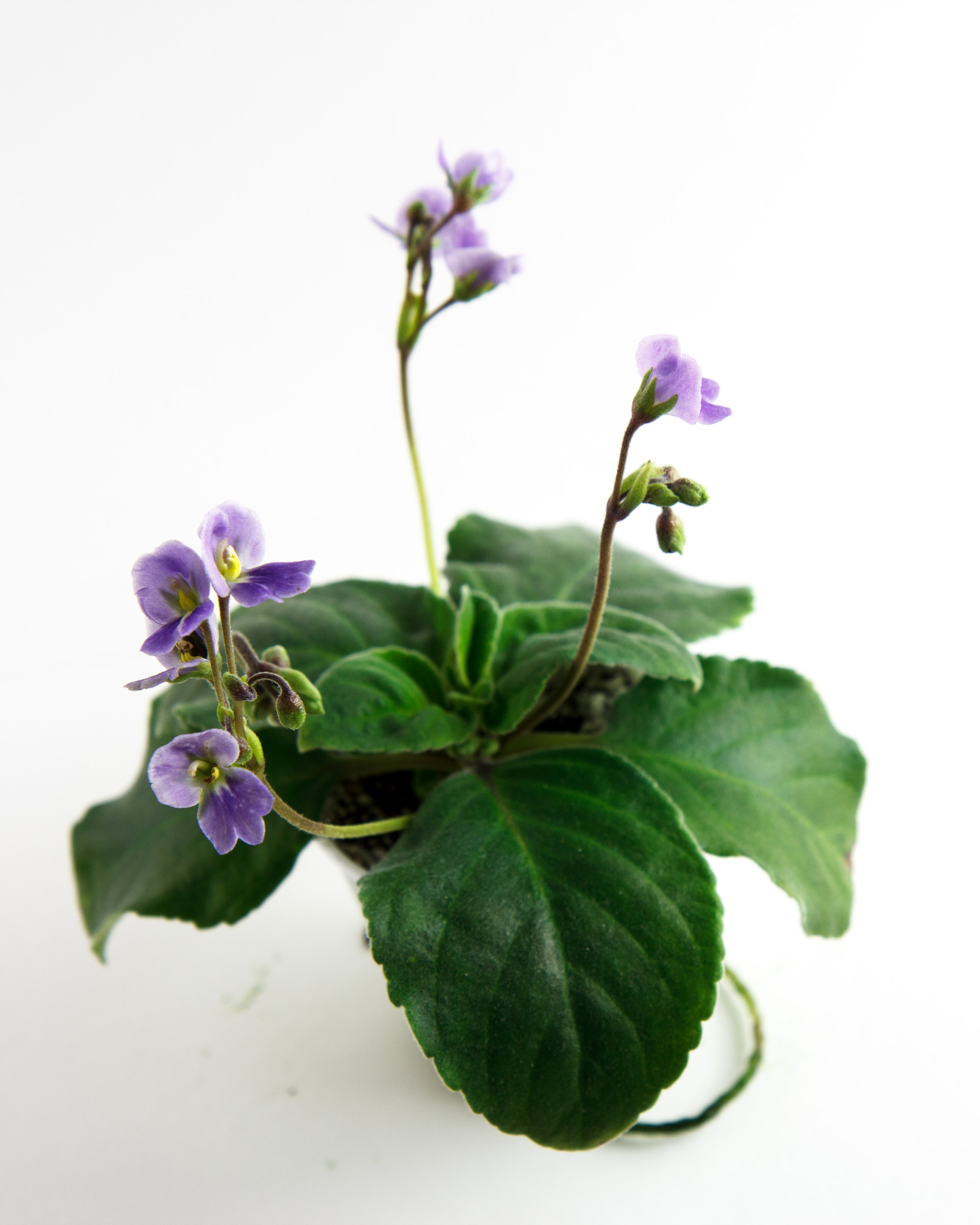
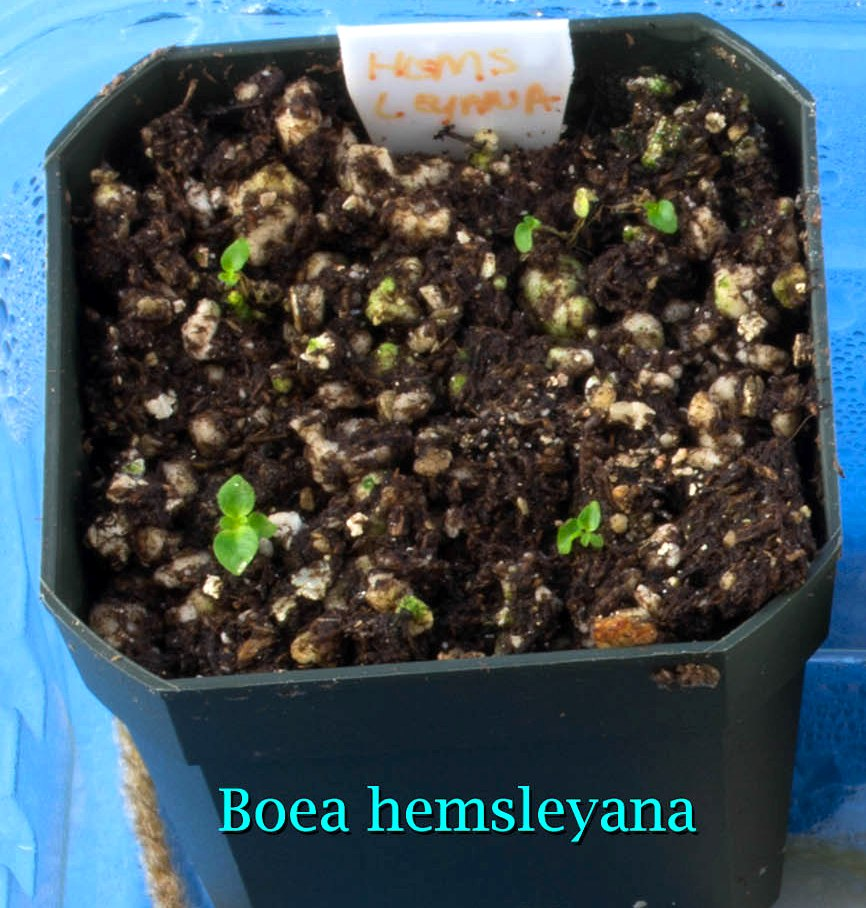